# L'aria di un crimine
L'aria di un crimine (El aire de un crimen) è un film del 1988 diretto da Antonio Isasi-Isasmendi.